# Pápak
Pápak (v pahlavském písmu ; zemř. kol. 213 n. l.) byl velekněz Anáhitina chrámu ve městě Stachru (Írán) a zhruba od roku 208/209 jeden z lokálních králů v parthské říši. Jeho otcem byl pravděpodobně Sásán, působící jako kněz rovněž ve Stachru, matkou Dénak pocházející z rodu Bázrangíovců. Pápak měl četné syny, z nichž daleko nejvýznamnější je Ardašír, zakladatel novoperské říše a sásánovské královské dynastie.
O Pápakově životě je k dispozici jen málo zpráv a i ty jsou zčásti rozporuplné. Většinou se soudí, že po smrti svého otce Sásána zastával nějaký čas funkci Anáhitina kněze ve Stachru a kolem roku 208/209 zorganizoval vzpouru proti příbuznému své matky, stachrskému králi Gózihrovi. Ten byl v bitvě poražen a zabit, což Pápaka vyneslo na stachrský trůn. Máme-li věřit kronikáři Tabarímu, jednal Pápak na popud svého syna Ardašíra, který si už sám vybudoval malé panství v okrsku Dárábgerd (Daráb) jihovýchodně od Šírázu.
Pápak po úspěšném převratu nějaký čas upevňoval svou pozici ve Stachru, a když se cítil dostatně silný, obrátil se na parthského velkokrále Artabana IV. s prosbou, aby Gózihrův trůn udělil jeho druhému synu Šápúrovi – tím by převrat fakticky legalizoval. Artabanos však namísto toho označil Pápaka i Ardašíra za povstalce a odmítl žádosti vyhovět. Zhruba kolem roku 213 Pápak zemřel, aniž by se spor vyřešil. Vládu ve Stachru po něm převzal jeho syn Šápúr.